# Psilanteris silanis
Psilanteris silanis är en stekelart som beskrevs av Mikhail Vasilievich Kozlov och Lê 2000. Psilanteris silanis ingår i släktet Psilanteris och familjen Scelionidae. Inga underarter finns listade i Catalogue of Life.